# Tucker Kraft
Tucker Kraft (Timber Lake, Dakota del Sur; 3 de noviembre de 2000) es un jugador profesional estadounidense de fútbol americano, se desempeña en la posición de tight end en Green Bay Packers, en la National Football League (NFL).

## Carrera
Hizo su debut profesional con el equipo Green Bay Packers, lleva jugando una temporada, comenzó en el 2023.